# 中巴地球资源卫星
中巴地球资源卫星（China–Brazil Earth Resources Satellite program，CBERS）是中国与巴西合作研制的一系列地球遥感卫星，由中国航天科技集团公司所属中国空间技术研究院和巴西空间技术研究院共同研制。该项目的合作始于1988年，其第一颗卫星“中巴地球资源卫星01星”于1999年10月14日成功发射。
截至2025年，中巴地球资源卫星项目共研制了6颗卫星，最近的一颗“中巴地球资源卫星04A星”发射于2019年。所有的卫星在中国均冠以“资源一号卫星”之名，但并非所有的“资源一号”系列卫星都属于中巴地球资源卫星项目，其中的部分（如资源一号02C、02D、02E星）完全由中国研制运营，不属于中巴合作之列。

## 中巴地球资源卫星01星（资源一号01星）

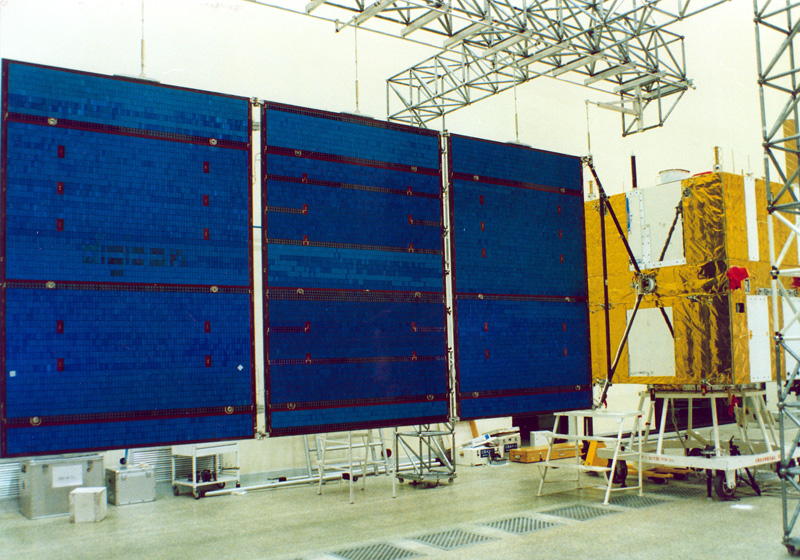
中巴地球资源卫星01星

中巴地球资源卫星01星的合作始于1988年中国和巴西在北京签订的《中华人民共和国政府和巴西联邦共和国政府关于核准研制地球资源卫星的议定书》，这一时期中国的航天事业水平尚不算高，还面临着较大经济压力。中巴两国的合作通过中方70%、巴方30%的出资比例解决了国内立项的燃眉之急，同时解决了卫星公用平台、动量轮、帆板驱动结构、载荷等一大批关键技术国产化难题。
1999年10月14日，中巴地球资源卫星01星由长征四号乙运载火箭在太原卫星发射中心成功发射升空，成为中国首颗传输型遥感卫星，结束了依靠胶卷返回地球获取遥感影像数据的时代。
中巴地球资源卫星01星以法国SPOT 4卫星的设计指标为目标，有效载荷包括：
- CCD相机（5波段，空间分辨率20米）
- 宽视场成像仪（WFI，2波段，空间分辨率258米）
- 红外多光谱扫描仪（IRMSS，4波段，空间分辨率78米和156米）

卫星运行在778千米高的太阳同步轨道上，于2003年8月13日结束工作。

## 中巴地球资源卫星02星（资源一号02星）

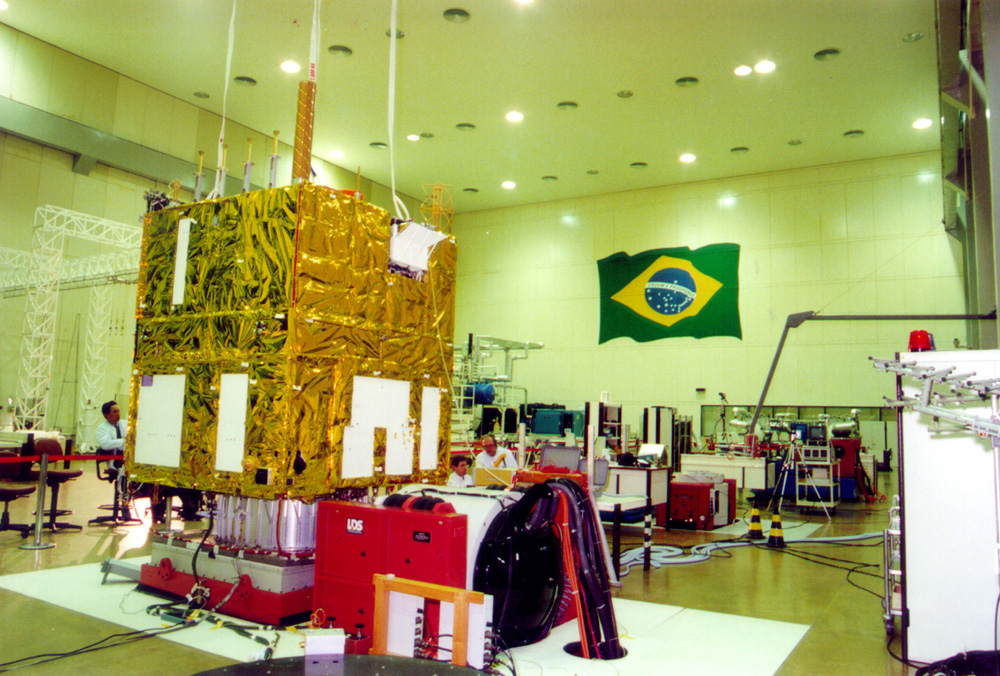
中巴地球资源卫星02星

中巴地球资源卫星02星于2003年10月21日由长征四号乙运载火箭发射入轨，2009年1月15日结束工作。
中巴地球资源卫星02星的技术指标与载荷配置和01星基本相同。

## 中巴地球资源卫星02B星（资源一号02B星）

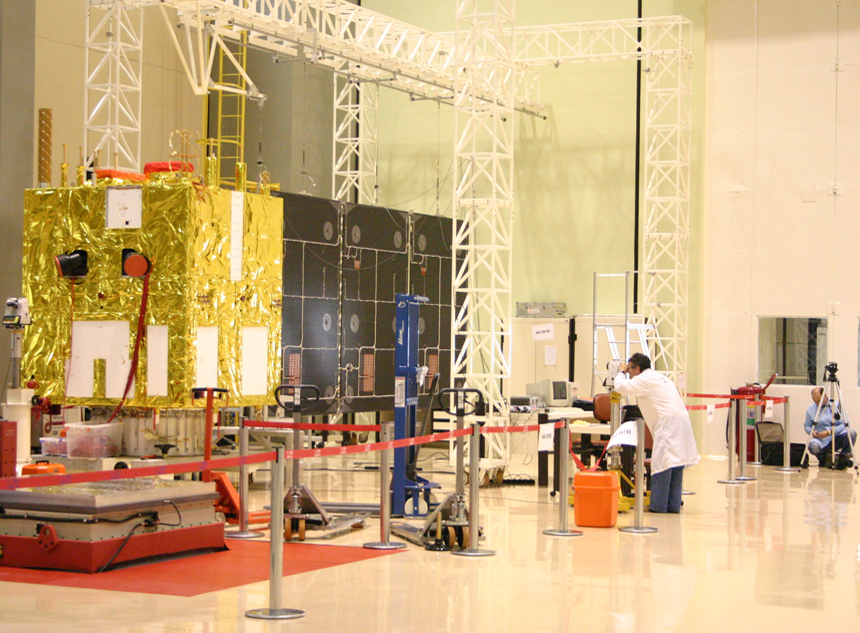
中巴地球资源卫星02B星

中巴地球资源卫星02B星的研制始于2004年签署的《对〈中华人民共和国政府与巴西联邦共和国政府关于和平利用外层空间科学技术合作框架协定〉的关于合作研制地球资源卫星02B星的补充议定书》，于2007年9月19日由长征四号乙运载火箭发射入轨。
中巴地球资源卫星02B星具有高、中、低三种空间分辨率的观测仪器，其中2.36米分辨率的高分辨率相机改变了国外高分辨率卫星数据长期垄断国内市场的局面，具体载荷为：
- CCD相机（5波段，空间分辨率20米）
- 宽视场成像仪（WFI，2波段，空间分辨率258米）
- 高分辨率相机（HR，1波段，空间分辨率2.36米）

该卫星于2010年4月结束工作。

## 中巴地球资源卫星03星（资源一号03星）

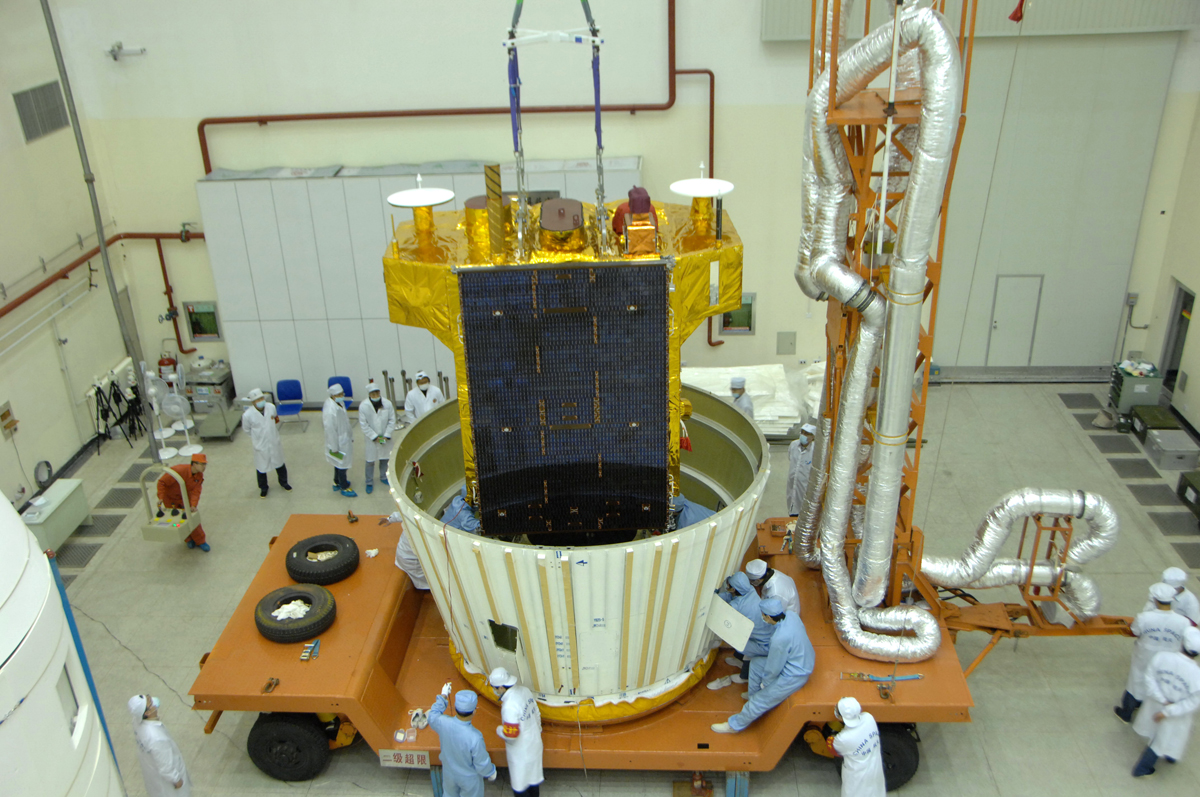
中巴地球资源卫星03星

中巴地球资源卫星03星装载全色高分辨率相机、红外多光谱扫描仪、多光谱相机、宽视场相机等载荷，于2013年12月9日在太原卫星发射中心发射，因火箭故障卫星未能进入预定轨道。

## 中巴地球资源卫星04星（资源一号04星）

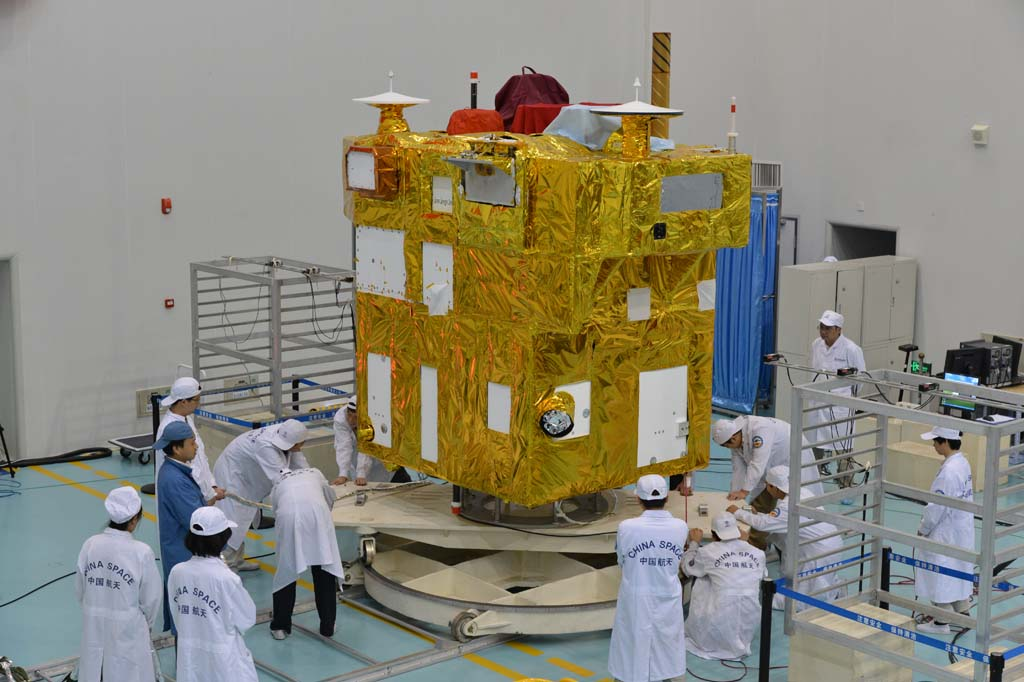
中巴地球资源卫星04星

中巴地球资源卫星04星于2014年12月7日由长征四号乙运载火箭在太原卫星发射中心发射成功，总质量2060kg，设计寿命3年。卫星上装有4种成像载荷，其中5米/10米全色多光谱相机、40米/80米红外多光谱扫描仪由中方研制，20米空间分辨率多光谱相机、67米空间分辨率宽视场成像仪由巴方研制：
- 全色/多光谱相机（PAN/MUX，4波段，空间分辨率5米/10米）
- 多光谱相机（MUX，4波段，空间分辨率20米）
- 宽视场成像仪（WFI，4波段，空间分辨率73米）
- 红外相机（IRS，4波段，空间分辨率40米/80米）

对比中巴地球资源卫星01星、02星，04星空间分辨率大大提高，并增加了传感器和谱段数。其获取的5米全色、10米多光谱影像图可用于客观反映中国和巴西农作物估产、环境保护与监测、国土资源勘查和灾害监测等多个领域，满足持续提供稳定的中分辨率普查数据的迫切需求。

## 中巴地球资源卫星04A星（资源一号04A星）

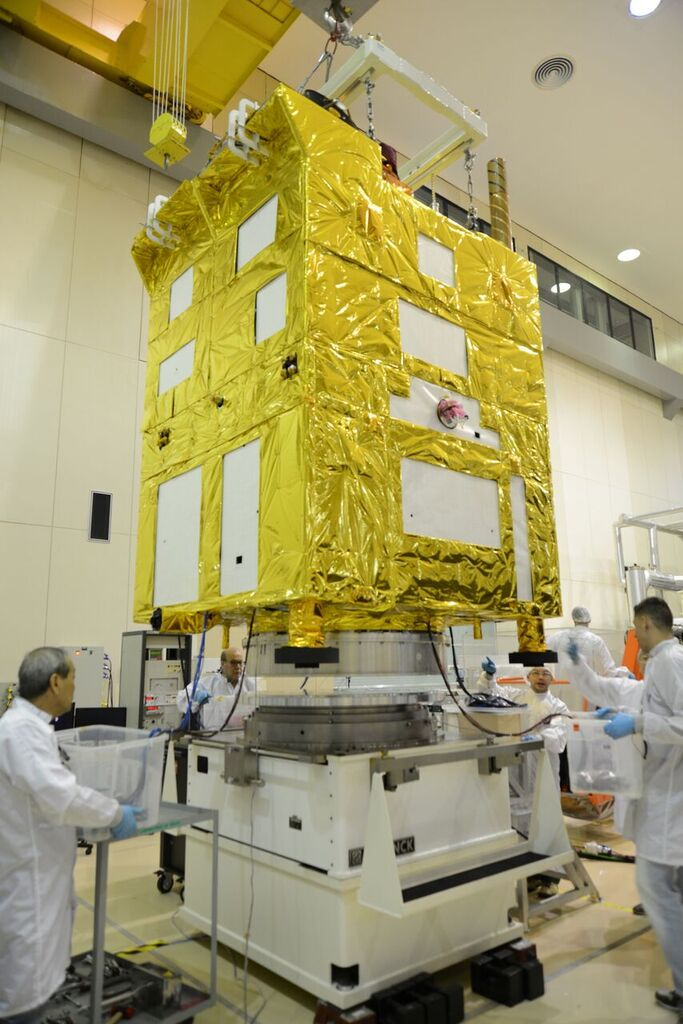
中巴地球资源卫星04A星

中巴地球资源卫星04A星是04星的接替星，也是在继承的基础上针对04星的改进型卫星，利用巴方03、04星的正样备份设备，采取一步正样的研制策略，配置符合用户要求的有效载荷，研制04A星，以保持中巴地球资源系列卫星的数据连续性。04A星上全新研制的宽幅全色多光谱相机分辨率优于2米/8米、幅宽优于90公里，是中巴资源合作卫星中分辨率最高的相机。
中巴地球资源卫星04A星于于2019年12月20日在太原卫星发射中心用长征四号乙运载火箭成功发射，载荷包括：
- 宽幅全色多光谱相机（WPM，5波段，空间分辨率2米/8米）
- 多光谱相机（MUX，4波段，空间分辨率17米）
- 宽视场成像仪（WFI，4波段，空间分辨率60米）

卫星当前正运行在628千米高的太阳同步轨道上。

## 卫星列表
| 序号 | 卫星                                    | COSPAR ID | 卫星目录序号 | 发射时间（UTC+8）       | 发射地点         | 火箭                            | 轨道         | 状态     |
| ---- | --------------------------------------- | --------- | ------------ | ----------------------- | ---------------- | ------------------------------- | ------------ | -------- |
| 1    | 中巴地球资源卫星01星 （资源一号01星）   | 1999-057A | 25940        | 1999年10月14日 11时15分 | 太原卫星发射中心 | 长征四号乙运载火箭 （遥二）     | 太阳同步轨道 | 停止工作 |
| 2    | 中巴地球资源卫星02星 （资源一号02星）   | 2003-049A | 28057        | 2003年10月21日 11时16分 | 太原卫星发射中心 | 长征四号乙运载火箭 （遥四）     | 太阳同步轨道 | 停止工作 |
| 3    | 中巴地球资源卫星02B星 （资源一号02B星） | 2007-042A | 32062        | 2007年9月19日 11时26分  | 太原卫星发射中心 | 长征四号乙运载火箭 （遥十七）   | 太阳同步轨道 | 停止工作 |
| 4    | 中巴地球资源卫星03星 （资源一号03星）   | 不適用    | 不適用       | 2013年12月9日 11时26分  | 太原卫星发射中心 | 长征四号乙运载火箭 （遥十）     | 太阳同步轨道 | 发射失败 |
| 5    | 中巴地球资源卫星04星 （资源一号04星）   | 2014-079A | 40336        | 2014年12月7日 11时26分  | 太原卫星发射中心 | 长征四号乙运载火箭 （遥三十二） | 太阳同步轨道 | 运行中   |
| 6    | 中巴地球资源卫星04A星 （资源一号04A星） | 2019-093E | 44883        | 2019年12月20日 11时22分 | 太原卫星发射中心 | 长征四号乙运载火箭 （遥四十四） | 太阳同步轨道 | 运行中   |